# Borgo Maddalena
Borgo Maddalena detta anche Zona Maddalena o semplicemente Maddalena è una località dei comuni di Grumo Nevano, e Sant'Arpino nella città metropolitana di Napoli, e nella provincia di Caserta, in Campania.

## Geografia fisica
Si trova nella zona-nord, a circa 1.2km dal comune di Grumo Nevano, in una zona baricentrica con i comuni di Frattamaggiore e Frattaminore e con il comune di Sant'Arpino nel basso casertano.
Il territorio della zona Maddalena è prevalentemente pianeggiante ed è caratterizzato da un paesaggio agricolo.

## Storia
Anticamente nella zona prevalentemente agricola era presente un convento dedicato a Santa Maria Maddalena nel territorio di Sant'Arpino, edificato nel XIV secolo, divenuto poi parrocchia, attualmente sconsacrata. nella zona era inoltre presente un antico casale lungo viale Mazzini.
Il territorio fu edificato intorno al 1940 diventando borgo rurale durante il fascismo. Fu ulteriormente edificato e cementificato dagli anni 60.